# میچ میچل
جان رونالد «میچ» میچل (به انگلیسی: John Ronald "Mitch" Mitchell) (زاده ۹ ژوئیه ۱۹۴۷، درگذشت در ۱۲ نوامبر ۲۰۰۸) نوازنده درامز اهل انگلستان بود. او عمدتاً به عنوان درامر گروه جیمی هندریکس اکسپرینس شناخته می‌شود.